# Jamaikanische Badmintonmeisterschaft 1969
Die Jamaikanische Badmintonmeisterschaft 1969 fand in Kingston statt. Es war die 22. Austragung der nationalen Titelkämpfe im Badminton von Jamaika.

## Titelträger
| Disziplin    | Sieger                          |
| ------------ | ------------------------------- |
| Herreneinzel | Keith Palmer                    |
| Dameneinzel  | Pauline Laman                   |
| Herrendoppel | Keith Palmer Geoffrey Haddad    |
| Damendoppel  | Jennifer Haddad Beverley Haddad |
| Mixed        | Keith Palmer Pauline Laman      |